# Bougie d'allumage
Vous lisez un « bon article » labellisé en 2009.
Pour les articles homonymes, voir Bougie (homonymie).
Ne doit pas être confondu avec Bougie de préchauffage.
La bougie d'allumage est un dispositif électrique, présent sur les moteurs à allumage commandé, qui provoque l'inflammation du mélange gazeux dans la chambre de combustion. Pour cela, elle doit pouvoir générer des milliers d'arcs électriques par minute tout en résistant à la chaleur et à la pression engendrées par les explosions à l'intérieur du cylindre.
La bougie d'allumage tire son nom du système d'allumage des anciens moteurs, où une mèche incandescente provoquait la combustion du mélange, rappelant ainsi les bougies d'éclairage. Elle fait son apparition en 1876 sur un moteur Lenoir mais prend réellement de l'ampleur en 1902, lorsque Bosch la combine à une magnéto haute tension.
Avec près de 56 millions d'automobiles nécessitant un système d'allumage qui sont construites chaque année, ce sont en moyenne 280 millions de bougies d'allumage qui doivent être produites annuellement.

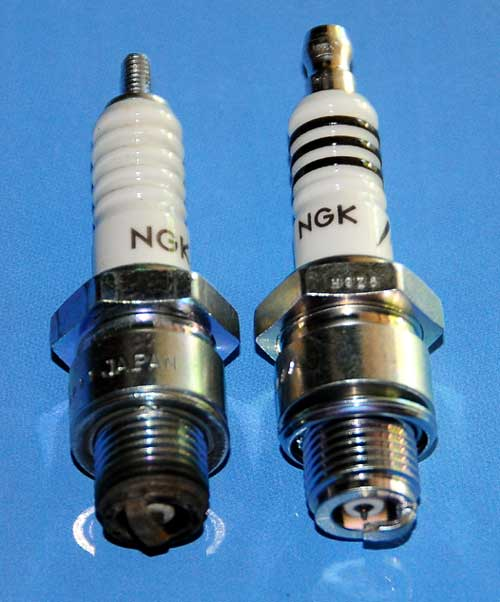
Seuls les moteurs à allumage commandé présentent une bougie d'allumage.

## Histoire

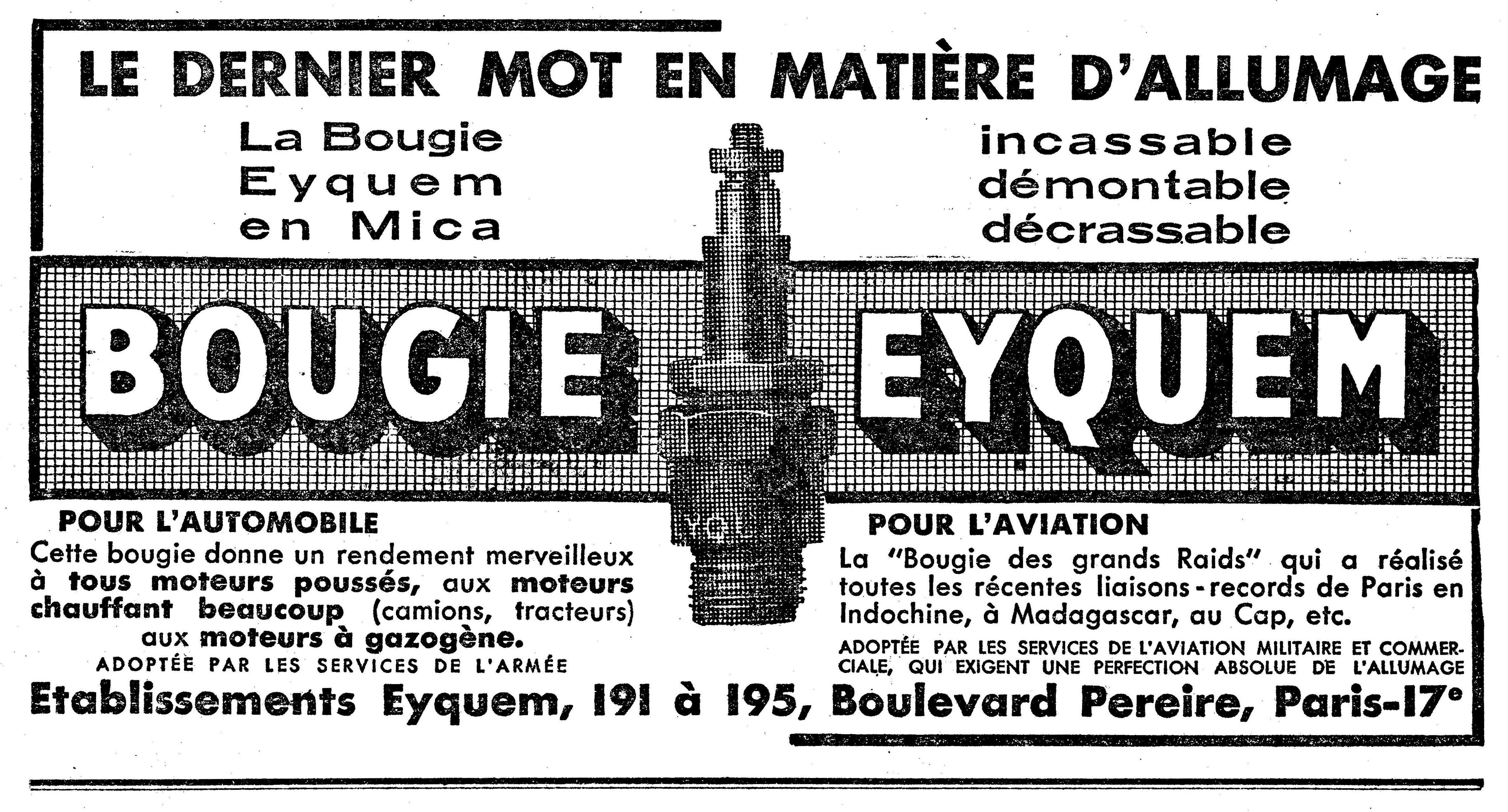
« Le dernier mot en matière d'allumage » (publicité parue au Journal officiel du 31 décembre 1932).

L'allumage d'un mélange air-carburant par une étincelle est préconisé par l'Italien Alessandro Volta, en 1777, puis par François Isaac de Rivaz pour le moteur à combustion interne, appelé communément « moteur à explosion » en 1807. En 1885, le Belge Étienne Lenoir, alors occupé à la conception de moteurs thermiques — technique de propulsion automobile tout juste née de l'application pratique du cycle thermodynamique de Beau de Rochas — invente un système d'allumage, très proche des bougies d'allumage actuellement utilisées, nécessaire au fonctionnement de ces derniers,.
Ce n'est qu'en 1902, à une époque où les automobiles sont en plein essor, que la fabrication des bougies prend réellement de l'ampleur. Cette année-là, le constructeur allemand Robert Bosch livre ses premières bougies d'allumage, le brevet ayant été déposé en 1894, et le premier magnéto haute tension, permettant d'apporter la solution au problème majeur d'allumage des moteurs thermiques. Plus d'un siècle plus tard, Bosch demeure le premier producteur mondial de bougies d'allumage.

## Anatomie

### Embout de connexion
La partie supérieure de la bougie est munie d'un embout de connexion permettant de la relier à la sortie haute tension du système d'allumage. Cet embout métallique (généralement en cuivre) assure la conduction électrique. Son extrémité filetée est le plus souvent vissée à un écrou de forme ovoïde aussi appelé olive. Cet écrou recouvre complètement l'embout de connexion et se fiche dans le connecteur du système d'allumage. Sa forme empêche toute déconnexion intempestive due aux vibrations du moteur ou à l'état de la chaussée.

### Électrodes

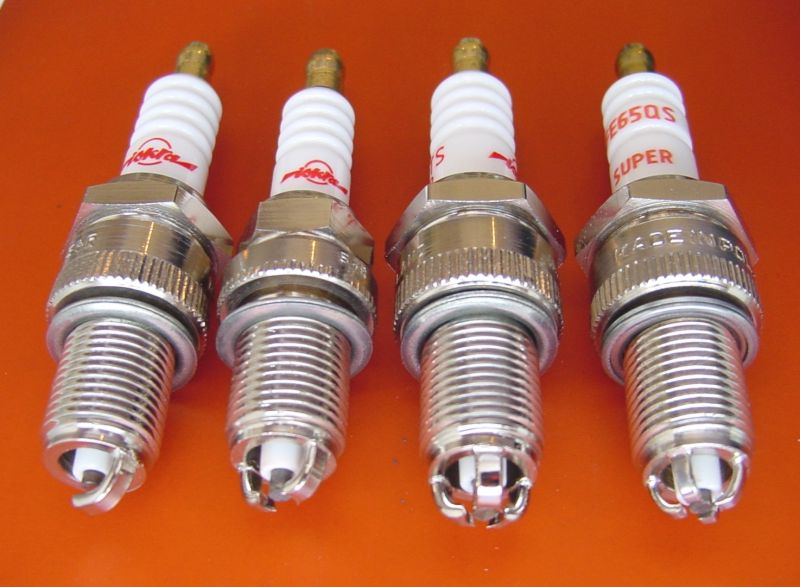
La bougie d'allumage ne possède pas nécessairement que deux électrodes.

Les électrodes sont des conducteurs électriques reliés indirectement à la batterie du véhicule entre lesquelles est générée, en raison d'une haute tension à leurs bornes, l'étincelle nécessaire à l'inflammation du carburant. L'écartement des électrodes est fixé par le constructeur du moteur en fonction du taux de compression, du carburant utilisé, de la puissance de la bobine d'allumage et de l'énergie escomptée. L'électrode située dans l'axe de la bougie est dénommée « électrode centrale » ; elle est nécessairement unique. Les électrodes en regard de celle centrale sont dénommées « électrodes de masse ». En raison de l'électronique de plus en plus présente dans les automobiles, l'électrode centrale est parfois prolongée par une résistance susceptible de filtrer les émissions électromagnétiques parasites produites par l'ensemble bobine et bougie du système d'allumage.
En raison des réactions chimiques induites par la combustion des gaz, de la chaleur dégagée par l'explosion et de celle générée par les arcs électriques, les électrodes doivent résister à des effets de corrosion importants. C'est la raison pour laquelle elles sont généralement recouvertes d'alliages composés de nickel, d'argent ou de platine. La température de fusion du nickel est d'environ 1 450 °C tandis que celle du platine atteint les 1 770 °C et l'iridium, près de 2 400 °C. Elles peuvent être soumises à une usure excessive, voire fondre lors de surchauffe. Des électrodes trop chaudes sont susceptibles d'entraîner un pré-allumage du moteur, source de grandes détériorations du piston. La plage de fonctionnement normal des électrodes est de 450 à 850 °C. Le mélange s'enflamme avant l'étincelle au-dessus de 1 000 °C.
De nombreux dépôts peuvent également se former sur les électrodes de la bougie, diminuant grandement ses capacités. Des dépôts carbonés se forment lors d'un usage prolongé du starter, d'un allumage faible ou retardé lorsque le taux de compression est faible ou encore lorsque la bougie est trop froide (en dessous de 450 °C). Les bougies peuvent être encrassées lors d'un problème d'huile.

### Isolateur
L'isolateur permet que la haute tension, traversant la céramique de la bougie, ne parte pas à la masse. Il est placé entre l'électrode centrale et le corps de la bougie. La différence de potentiel entre les deux varie entre 10 000 et 30 000 V. Il permet d'éviter qu'un arc ne se crée entre l'électrode centrale et le corps de la bougie ailleurs qu'aux électrodes terminales, servant à enflammer le mélange air-carburant.
L'isolateur doit donc avoir de bonnes propriétés diélectriques :
- une grande rigidité diélectrique pour éviter qu'un arc ne se crée au travers de l'isolateur et ne le perfore ;
- une bonne résistivité superficielle pour éviter la formation de courants de surface. Comme cette résistivité est fortement dégradée par l'humidité et la pollution, la plupart des fabricants dessinent des ondulations sur la surface de l'isolant afin d'augmenter la ligne de fuite (distance que l'étincelle aurait à parcourir à la surface de l'isolateur) évitant ainsi les courts-circuits[13].

L'isolateur doit également posséder de bonnes propriétés thermomécaniques :
- il doit être capable de résister à des températures proches de 900 °C[10] ;
- il doit avoir une bonne conductivité thermique pour évacuer la chaleur ;
- et enfin, en raison des manutentions éventuelles lors du changement de bougies, aux vibrations du moteur, aux variations de températures rapides, mais surtout en raison des pressions régnant dans la chambre de combustion[Note 1], la résistance à la rupture de l'isolateur doit être suffisamment importante afin d'éviter que ce dernier ne se fendille, voir rompe[10],[13]. L'électrode centrale est ainsi recouverte d'un isolant en céramique[8].

En général, les matériaux utilisés pour réaliser les isolants sont la stéatite, la sillimanite d'alumine, pure ou alliée, et la mullite, composé d'alumine et de sillimanite. La céramique est, dans un premier temps, soit extrudée, soit injectée, puis comme toutes les céramiques, frittée — passage au four à haute température — afin d'obtenir finalement les caractéristiques dimensionnelles, mécaniques et physiques de l'isolant.

### Étanchéité

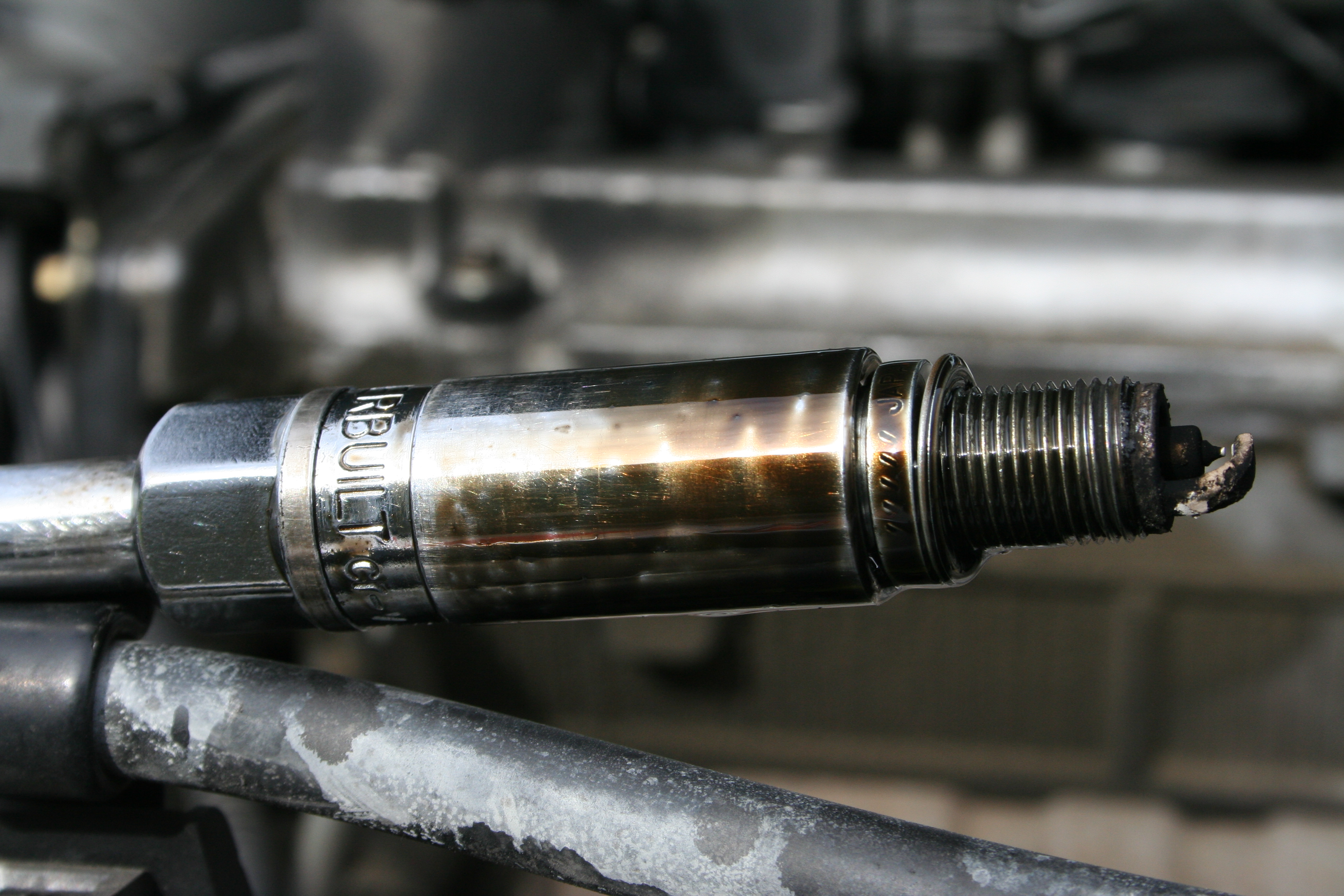
Le filetage réalisé sur le culot permet de fixer la bougie dans la culasse.

L'étanchéité est assurée par de nombreux dispositifs. Deux scellements sont réalisés entre l'électrode centrale et l'isolateur pour l'un, et entre l'isolateur et le culot pour l'autre. Le « sillment seal », une poudre sèche spécifiquement conçue pour cet usage, assure cette fonction. Elle est en effet quasiment insensible aux hautes températures, à l'oxydation et à la corrosion, tout en assurant l'étanchéité et un assemblage optimal, étant donné qu'elle n'est pas sujette aux risques de coulage ou de fuite. Cette poudre a été inventée dans les années 1930 par la marque automobile Champion.
Un joint circulaire est également placé entre le culot et l'écrou hexagonal. Enfin, un dispositif de protection contre les fuites de courant est positionné sur la partie supérieure de la bougie.

### Culot
Le culot d'une bougie est généralement en acier, faiblement additionné de soufre ou de manganèse. Il est obtenu par extrusion à froid sur des presses à multiples poinçons. Le filetage extérieur, réalisé séparément, subit un contrôle de qualité sévère afin de s'assurer que les tolérances d'usinage sont respectées. Auparavant, le dessin du culot était directement obtenu par décolletage de barres octogonales.

## Fonctionnement

### Principe

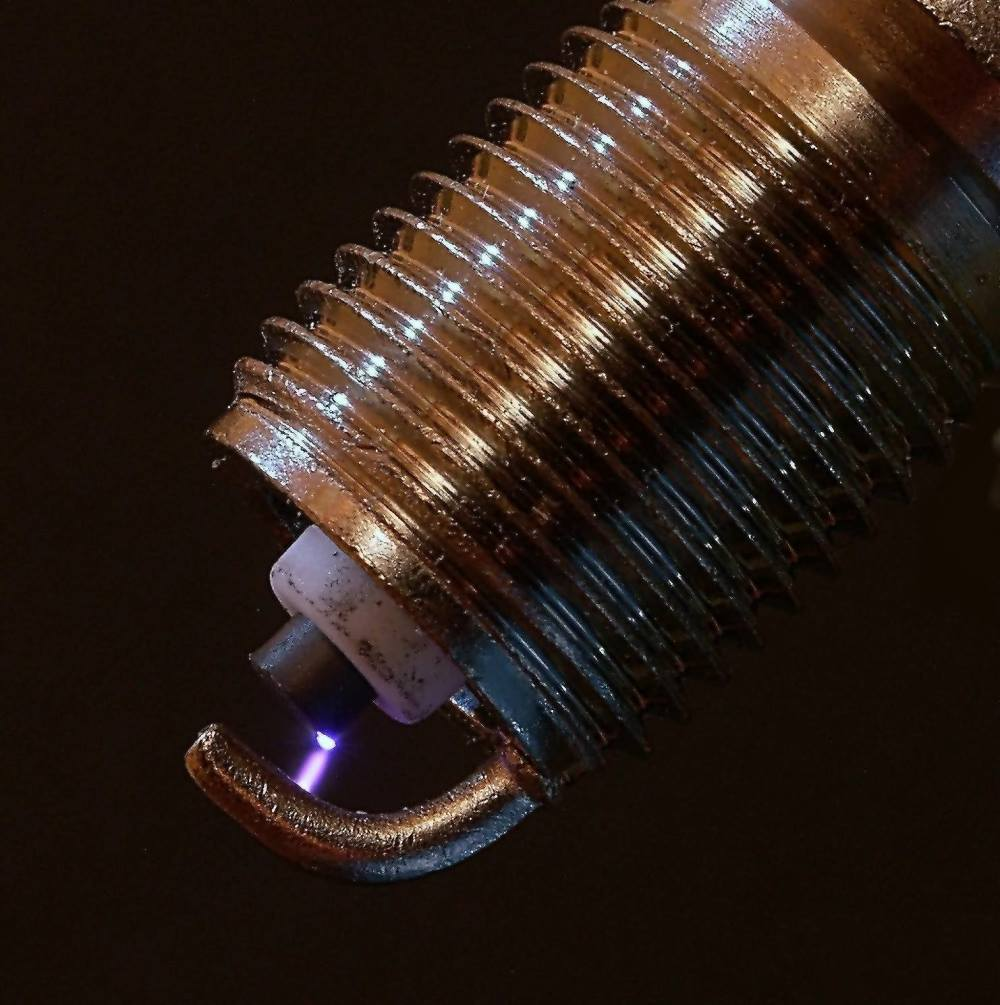
La formation d'un arc électrique permet d'enflammer le mélange air-carburant.

La bougie d'allumage est un élément du système d'allumage du moteur à allumage commandé. Elle permet la création d'un arc électrique — ou étincelle — grâce à la haute tension, fournie aux électrodes par la bobine au moment où le système de rupteurs le commande, permettant la combustion du mélange gazeux, libérant ainsi l'énergie. En effet, pour créer l'inflammation d'un fluide ou d'un solide, il est nécessaire de remplir les conditions du triangle du feu, à savoir la présence conjointe d'un comburant, d'un combustible et d'une source de chaleur, ou énergie d'activation. Dans un moteur, le comburant est l'air, le combustible, l'essence, et la source de chaleur est apportée par la bougie d'allumage.
La tension nécessaire pour déclencher l'arc électrique est de l'ordre de 10 kV pour un taux de compression voisin de 10. À la pression atmosphérique, cette tension de claquage serait 10 fois plus faible. Dès l'ouverture du circuit d'alimentation, la tension aux bornes du circuit primaire de la bobine ne cesse d'augmenter jusqu'à atteindre la tension d'ionisation, nécessaire à la création de l'arc électrique.

### L'étincelle
L'étincelle qui enflamme les gaz correspond à la formation d'un arc électrique, c'est-à-dire un canal conducteur composé de molécules ionisées. Le « claquage » ou « percement des gaz », noms donnés à ce phénomène, est d'une durée d'environ 1 à 2 nanosecondes. L'accélération d'un électron au niveau de la cathode, dit « électron germe », amorce le mouvement des molécules, engendrant des collisions entre elles. Des chocs, dont la nature varie selon l'énergie cinétique de l'électron et la nature du gaz, sont alors générés. Les « chocs ionisants », qui engendrent l'extraction d'un électron de plusieurs molécules de gaz, multiplient le nombre d'électrons et induisent un effet d'avalanche. Ce dernier est à l'origine de l'arc.
Pour que l'étincelle puisse jaillir, il est nécessaire de réunir deux conditions, à savoir la formation d'un électron germe et la liaison entre l'électrode centrale et l'électrode de masse du phénomène d'avalanche. La photoémission et l'amplification locale du champ électrique sont, quant à eux, indispensables à la formation d'un électron germe.
L'élévation de température des gaz est provoquée par les chocs créés dans le canal conducteur. Une fois l'arc formé, le souffle induit l'étirement du canal et a fortiori, l'augmentation de l'énergie fournie au mélange. L'étincelle s'éteint dès que toute l'énergie emmagasinée par la bobine d'allumage est épuisée.

### Dissipation de la chaleur

Schéma de dissipation de la chaleur d'une bougie d'allumage.

La bougie doit évacuer la chaleur vers la culasse car tout élément en contact avec la chaleur présente dans la chambre de combustion, ne doit pas devenir un point chaud, pouvant créer des problèmes d'auto-allumage à l'origine des cliquetis nuisible au rendement voire à la mécanique. C'est pourquoi :
- l'isolant électrique doit avoir une bonne conductivité thermique ;
- le contact de la bougie avec la culasse doit être parfait. Cette condition est obtenue en serrant la bougie au couple en utilisant, idéalement, une clé dynamométrique. Pour mémoire, le couple de serrage est généralement compris entre 10 et 30 N m. Néanmoins, il ne s'agit que de données standards, variant selon le type et la dimension des bougies[18],[19].

L'essentiel de la chaleur, près de 75 %, s'évacue au niveau du filetage et de la bague d'étanchéité. Le reste de la chaleur est dissipé par la partie supérieure de la bougie jusqu'à la culasse. Un indice thermique est établi afin de déterminer la réponse de la bougie à des températures moteurs différents. Les bougies d'allumage « froides » ont un coefficient thermique faible, une faible absorption de chaleur et une bonne dissipation thermique. Elles sont donc destinées aux moteurs de hautes performances, soumis à des températures élevées, tandis que les bougies d'allumage « chaudes » possèdent un coefficient thermique élevé, une grande absorption thermique et une faible dissipation de chaleur. Elles équipent les moteurs de rendement plus faible,.
Concrètement, on fait varier l'indice thermique d'une bougie en jouant sur la longueur du bec d'isolant : le bec est plus long pour une bougie chaude. Dans une « bougie froide », le trajet entre l'électrode, l'isolant et le culot est plus court.
Il n'existe pas de norme mondiale pour déterminer l'indice thermique d'une bougie : chaque fabricant a sa propre échelle et édite des tableaux de correspondance avec les références de marques et moteurs concernés. La firme Bosch a par exemple utilisé deux échelles différentes, l'ancienne allait de 50 à 300 en allant de froide à chaude avec des incréments de 25 tandis que la nouvelle va en ordre inverse (décroissant) de 12 (très chaude) à 2 (très froide) mais NGK (Japon) va au contraire de 2 (très chaude) à 11 (très froide).
Les autres indications en code alphanumériques portées sur le culot concernent aussi desparamètres annexes (diamètre , filetage, antiparasitage interne...etc) . Le montage d'une bougie doit donc respecter strictement les préconisations constructeurs et les tableaux de correspondance , en particulier pour les moteurs à haute performance et les moteurs 2 temps refroidis par air, très sensibles aux facteurs de température externe.

### Bougies et carburants
Bien que les bougies soient habituellement destinées à des moteurs à essence, il n'est pas rare qu'elles doivent fonctionner avec d'autres carburants (kérosène, le GPL, etc.). L'indice thermique de la bougie et la distance entre les électrodes doivent alors être adaptés aux conditions d'inflammation du carburant.

## Emplacement des bougies
Généralement, la bougie d'allumage est vissée dans la culasse au centre des sièges de soupape, c'est-à-dire au centre de la zone délimitée par le cylindre dans lequel coulisse le piston et entre les soupapes. Néanmoins, il arrive que la bougie se situe sur le côté de la chambre, comme c'est le cas sur les systèmes Honda CVCC. Ce système utilise une préchambre de combustion, nécessitant une position décalée de la bougie, dans lequel est injecté un mélange riche permettant de réaliser une meilleure combustion avant la propagation du front de flamme dans la chambre, dont le mélange est plus pauvre.
Dans un moteur Wankel, étant donné que le piston ne coulisse pas dans un cylindre, mais effectue une rotation le long d'une courbe trochoïde, la bougie d'allumage est fixée dans la culasse en regard des lumières par lesquelles transite le mélange gazeux.

Emplacement des bougies
Position des deux bougies dans un moteur Wankel.
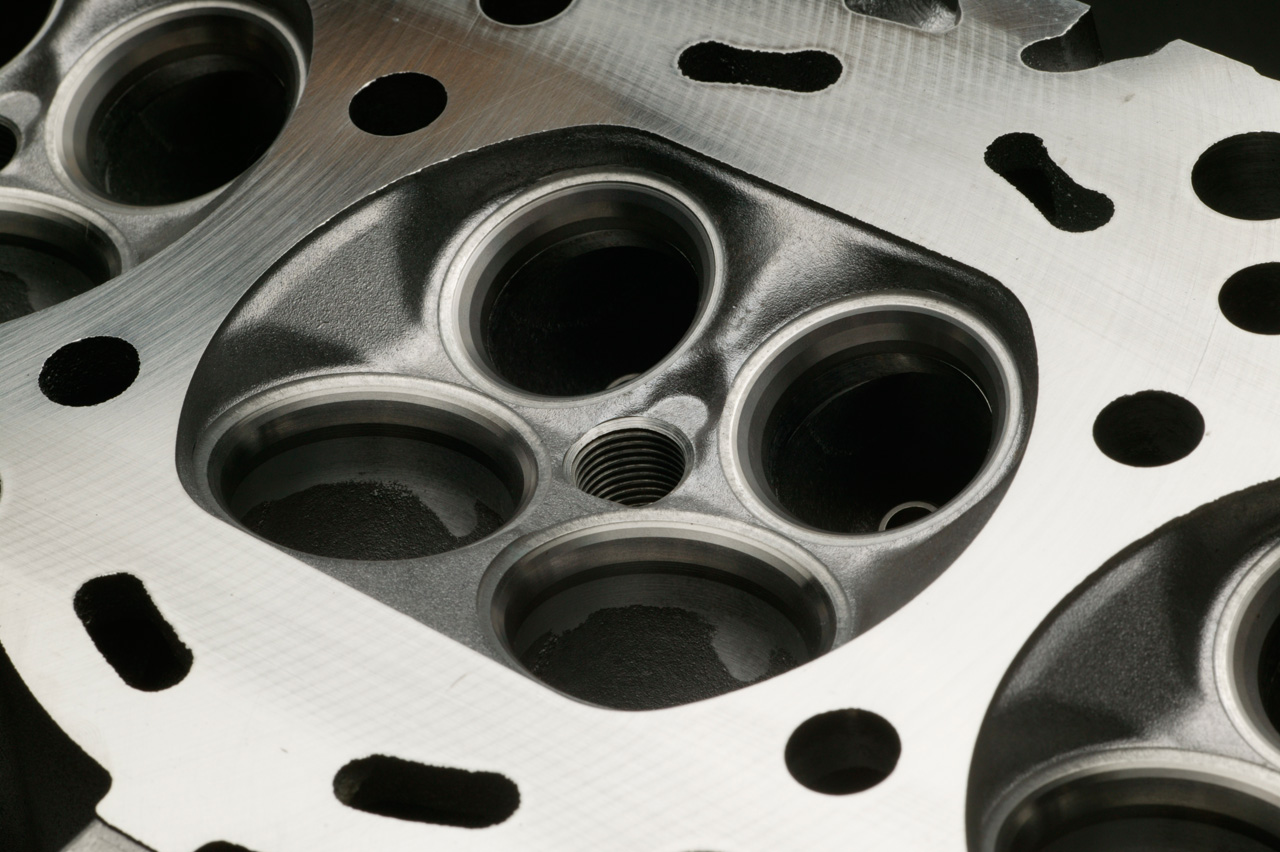
Sur cette culasse, on distingue, au milieu des quatre sièges de soupape, le trou où vient se fixer la bougie.

## Perfectionnement

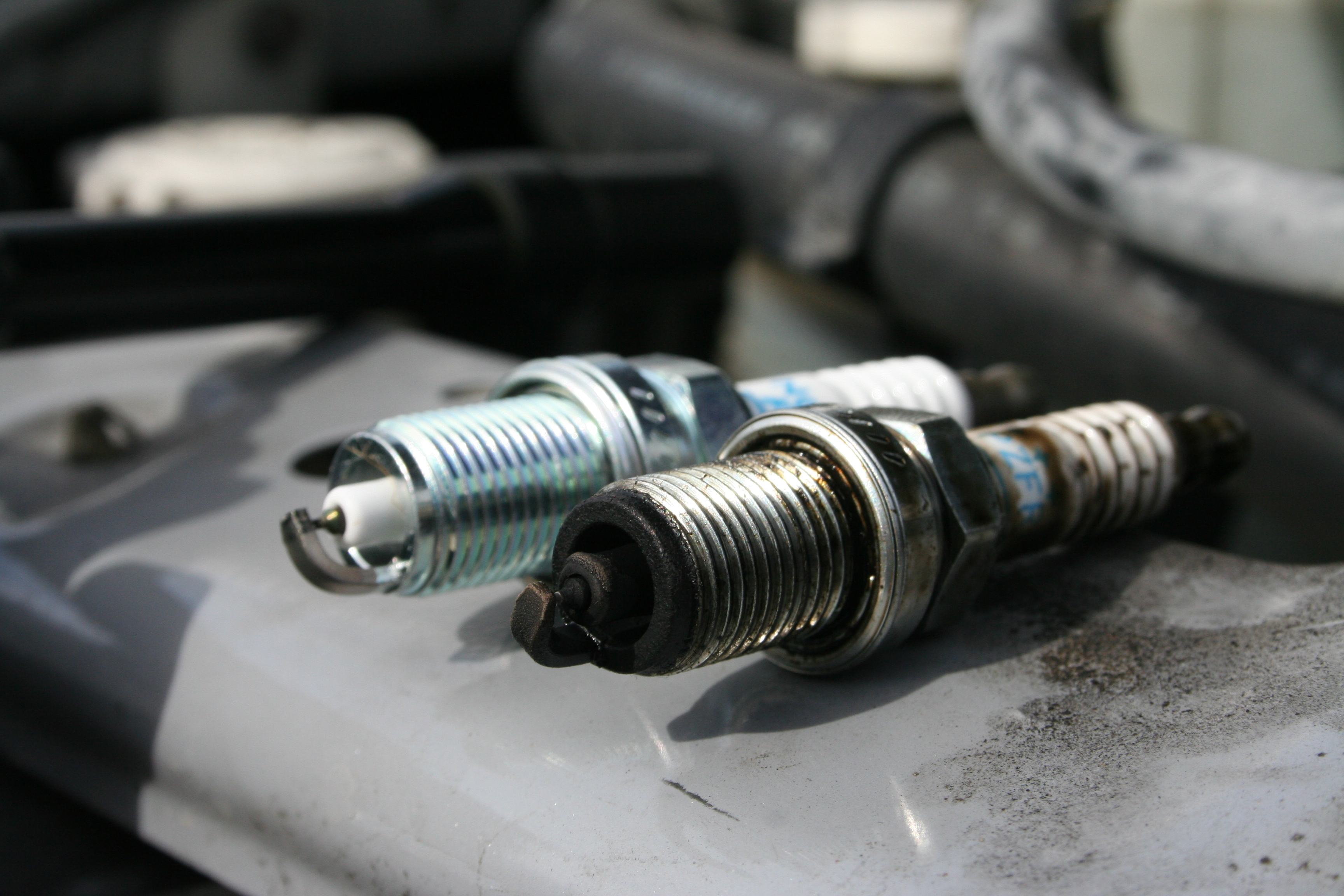
Les dépôts carbonés sur les bougies sont source de mauvaise combustion.

Un perfectionnement possible des bougies d'allumage consiste à réaliser une électrode centrale avec une entaille en « V ». Grâce à cette réalisation, l'arc électrique ne se forme pas au centre de l'électrode mais à sa périphérie, ce qui améliore la combustion des gaz.
Afin d'améliorer la combustion lors des démarrages à froid, certaines bougies sont munies d'un entrefer auxiliaire. Lorsque la bougie est encrassée, l'arc électrique ne peut plus se former entre l'électrode centrale et l'électrode de masse, si bien que le courant n'a d'autre choix que passer dans l'isolant. L'ajout d'un entrefer sur le culot au niveau de l'isolant permet ainsi la formation d'un arc électrique entre l'isolant et l'entrefer. Lorsque le moteur est chaud, les dépôts qui encrassent l'électrode de masse sont brûlés et la bougie fonctionne à nouveau « normalement ».
Les bougies d'allumage semi-surfaciques permettent également de résoudre le problème précédent. En effet, les électrodes de masse ne sont pas placées au-dessus de l'électrode centrale, mais sur le côté. Grâce à cette position des électrodes, l'étincelle parvient à jaillir de la base de l'électrode centrale, au niveau de l'isolant. Les dépôts susceptibles de s'être formés sont alors brûlés par l'arc électrique.

## Défauts
Bougie usée
L'électrode centrale d'une bougie usée présente quelques dépôts noirs de carbone en fin de combustion, en raison de démarrages en conditions humides ou froides et en mélange pauvre en carburant. Les électrodes étant amincies, il est nécessaire de remplacer la bougie,.
Dépôts de suie (carbone) 
Les dépôts de suie, indiquant une combustion en mélange riche, sont dus à des ratés d'allumage. Le démarrage à froid est difficile. Le filtre à air peut être encrassé ou les systèmes d'allumage, d'alimentation ou de gestion moteur déréglés,.
Détonation
L'isolant ou la pointe de l'électrode centrale peuvent rompre. Il est impératif de changer la bougie pour éviter de détruire le piston.
Dépôts d'huile
Les dépôts d'huile apparaissent lors d'une mauvaise gestion de la lubrification. Les segments d'étanchéité du piston ou le guide de soupape n'assurent probablement plus leur rôle,.
Espace inter-électrodes comblés
Après une certaine durée de vie, les dépôts qui se sont accumulés finissent par combler l'espace inter-électrodes. La bougie ne fonctionne plus — elle est « perlée » — et le cylindre est dit « mort ». Il faut alors nettoyer manuellement la bougie.
Bougie trop chaude
Une bougie trop chaude, induit par un mauvais choix d'indice thermique, se traduit par un durée de vie réduite et une dégradation de l'isolant électrique. Elle entraine de nombreux défauts d'allumage.
Pré-allumage
Un mauvais réglage de l'allumage — allumeur et ouvertures des soupapes — entraine une dégradation importante des électrodes de la bougie. Le moteur perd en puissance voire est dégradé par les détonations induites par un allumage trop tôt.
Bougie vitrée
L'isolant électrique a une apparence jaunâtre, en raison d'une brusque montée en température (lors d'une accélération). Afin d'éviter des ratés à hautes vitesses, les bougies peuvent être remplacées.
Dépôts de résidus/cendres
Les produits issus de la combustion de l'huile ou des additifs — composants alliés ou lubrifiants — peuvent s'incruster sur les électrodes. Ces dépôts ont pour conséquences des ratés d'allumage et des « hésitations » lors de accélération. Il peut être nécessaire de changer de marque de carburant,.
Bougie endommagée
À la suite de la présence d'un corps étranger dans la chambre de combustion ou en raison d'un mauvais positionnement dans son siège, la bougie peut être endommagée. Une réparation ou le remplacement de la bougie s'impose.

## Principaux fabricants
- BERU (marque déposée de BorgWarner)
- Bosch
- BRISK Tábor a.s.
- Champion (groupe Federal-Mogul)
- Denso Corporation
- Eyquem (groupe Federal-Mogul)
- Magneti Marelli
- Ford Motorcraft
- NGK
- Valeo